# Словиње
Словиње (алб. Sllovi) је насеље у општини Липљан на Косову и Метохији. Атар насеља се налази на територији катастарске општине Словиње површине 2265 ha. Село Словиње се налази у подножју Жеговца, недалеко од Липљана. Први сачувани писани помени о Словињу су у двема повељама српског краља и цара Стефана Душана из 1331. и 1348. године. Првом повељом село је даровано хиландарском пиргу Хрусија на Светој гори, а другом је потврђено српском манастиру Хиландару. Сеоску цркву Св. Јована из 14. и 16. века срушили су Албанци да би подигли сеоску џамију. Са друге цркве, посвећене Св. Николи, из 14. века, Албанци су скидали камење и продавали га компанији за зидање железничких мостова која је између 1871. и 1873. године градила косовску железничку пругу. У планини изнад Словиња постојао је манастир Св. Ђорђа из 14. века. Манастир је почетком 19. века срушио самозвани господар Косова Јашар-паша Џинић, пореклом Албанац, да би од његовог материјала зидао мостове на реци Ситници.

## Демографија
Насеље има албанску етничку већину, до 1999. године било је и око 350 Срба.
Број становника на пописима:
- попис становништва 1948. године: 1607
- попис становништва 1953. године: 1451
- попис становништва 1961. године: 1775
- попис становништва 1971. године: 2228
- попис становништва 1981. године: 2911
- попис становништва 1991. године: 3464